# Geser
Boris Ignaťjevič neboli Geser je fiktivní postava v knižní sáze Noční hlídka Sergeje Lukjaněnka. Je to šéf Noční hlídky a muž plný tajemství. Patrně se narodil v Tibetu. Je to mág mimo kategorie a učitel a patron Antona Goroděckého. Jeho doménou jsou intriky, většinu času pletichaří proti svému oponentovi Zavulonovi, který je šéfem moskevské Denní hlídky a je jeho odvěkým rivalem. V jádru je Geser dobrý muž, který dokáže svým podřízeným pomoci, když jsou v nouzi. Jeho milenkou je Olga, čarodějka, která byla pro těžký zločin zakletá do sovího těla.
Jinou postavou je mytický král Gesar, uctívaný po staletí zejména Tibeťany.